# Eimerkrieg

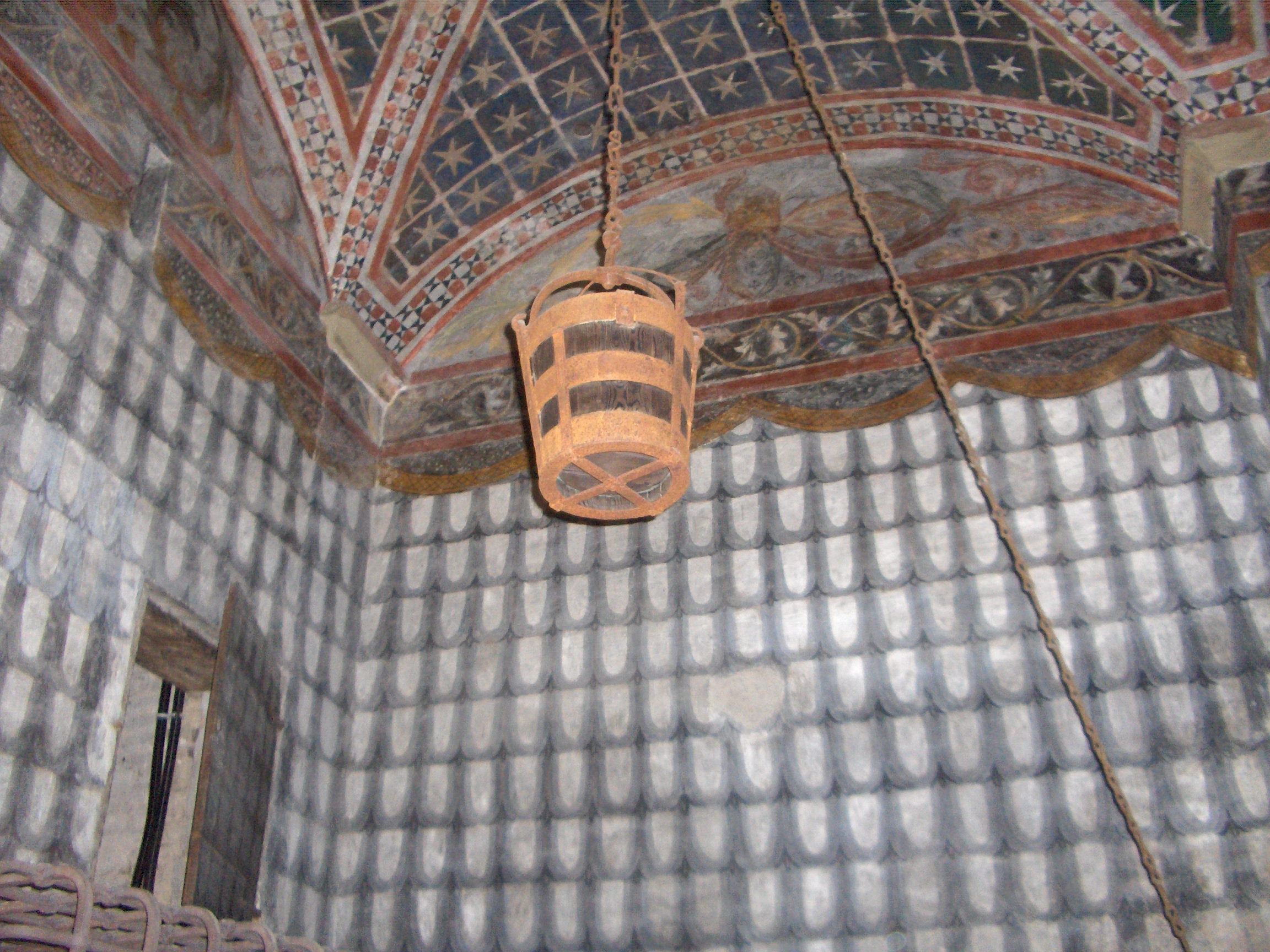
Replik des Eimers in der Ghirlandina

Der Eimerkrieg war ein Krieg zwischen Bologna und Modena 1325. Es handelte sich dabei um eine lokale Eskalation des jahrhundertelang schwelenden Konflikts zwischen Ghibellinen und Guelfen, den Unterstützern des römisch-deutschen Kaisers bzw. des Papstes in deren Machtkampf.
Rinaldo dei Bonacolsi war seit 1312 Herrscher von Modena und einer der wichtigsten Anführer der Ghibellinen und mehrfach vom Papst exkommuniziert. Er hatte guelfische Familien aus Modena vertrieben, die mit der Unterstützung des guelfischen Bologna mehrfach die Umgebung von Modena verwüsteten. Rinaldo eroberte daraufhin die strategisch wichtige Festung Monteveglio, und der Versuch der Bologneser, diese zurückzuerobern, führte am 15. November 1325 zur Schlacht von Zappolino, bei der 7.000 Modeneser Soldaten eine 32.000 Mann starke Bologneser Armee schlugen. Anschließend marschierten die Modeneser bis vor die Tore von Bologna, zerstörten dort Befestigungsanlagen und zogen dann wieder ab. Als symbolische Demütigung nahmen sie einen hölzernen Eimer als Kriegsbeute mit, der im Rathaus von Modena aufbewahrt wird und als Kopie in der Ghirlandina von der Decke hängt. 
Alessandro Tassoni wurde mit dem Gedicht La secchia rapita (Der geraubte Eimer) bekannt, das von Antonio Salieri als Oper adaptiert wurde. In dieser heroisch-komischen Darstellung wird der Eimer heimlich geraubt und stellt dann den Auslöser des Kriegs dar.